# Morinville
Morinville è una cittadina (town) canadese della provincia dell'Alberta, situata 34 km a nord di Edmonton lungo l'autostrada Alberta Highway 2.
Morinville prende nome dal suo fondatore, il missionario Jean-Baptiste Morin che alla fine del XIX secolo fece arrivare nella zona numerosi coloni francofoni e anche pionieri tedeschi: ancora oggi a Morinville molte famiglie portano cognomi francesi (Riopel, Boissonnault, Tailleur, Houle, Labonte, St. Laurent, Maisonneuve) e tedeschi (Bokenfohr, Krauskopf, Rustemier, Meyers).
Buona parte degli oltre 6.000 abitanti è pendolare fra la cittadina ed Edmonton, sia per motivi di lavoro che per il divertimento. In conseguenza dell'espansione delle raffinerie di petrolio a Edmonton, anche Morinville è andata sviluppando l'edilizia urbana, nonostante l'aumento del prezzo degli alloggi.
La chiesa cattolica di San Giovanni Battista fu costruita nel 1907 e dichiarata sito storico nel 1975, insieme al vicino convento (non più attivo). Nel 2005, in occasione del centenario della provincia dell'Alberta, i terreni che circondano la chiesa furono risistemati a parco; qui si trova anche il monumento con i nomi dei pionieri di Morinville, spostato nel 2000 dalla sua precedente collocazione all'incrocio fra la 100 Avenue e la 100 Street, con grave pericolo per chi voleva osservare il monumento, a causa del traffico intenso.
La cittadina è sede di Italian Times, un quindicinale in lingua italiana che serve i circa 13.000 italofoni residenti nella provincia dell'Alberta.